# جزیره کافین
جزیره کافین (به انگلیسی: Caja de Muertos) یک جزیره در ایالات متحده آمریکا است که در پونس، پورتوریکو واقع شده‌است. جزیره کافین ۵۲ متر بالاتر از سطح دریا واقع شده‌است.